# 康皮

康皮区在赫尔辛基地图上的位置

康皮（芬蘭語：Kamppi）是芬兰首都赫尔辛基的市区，为市中心的西部地区。市区内有28,181个工作岗位（2012年）和11,395名居民（2014年）。
在日常生活中，康皮一般只指代康皮市区的最北部，包括康皮商业中心、康皮地铁站、网球宫、电力大楼等。

## 图集

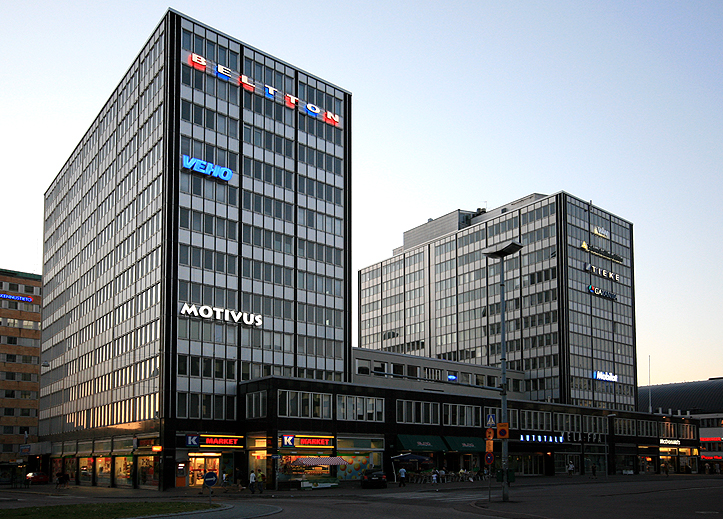
汽车大楼（芬蘭語：Autotalo）
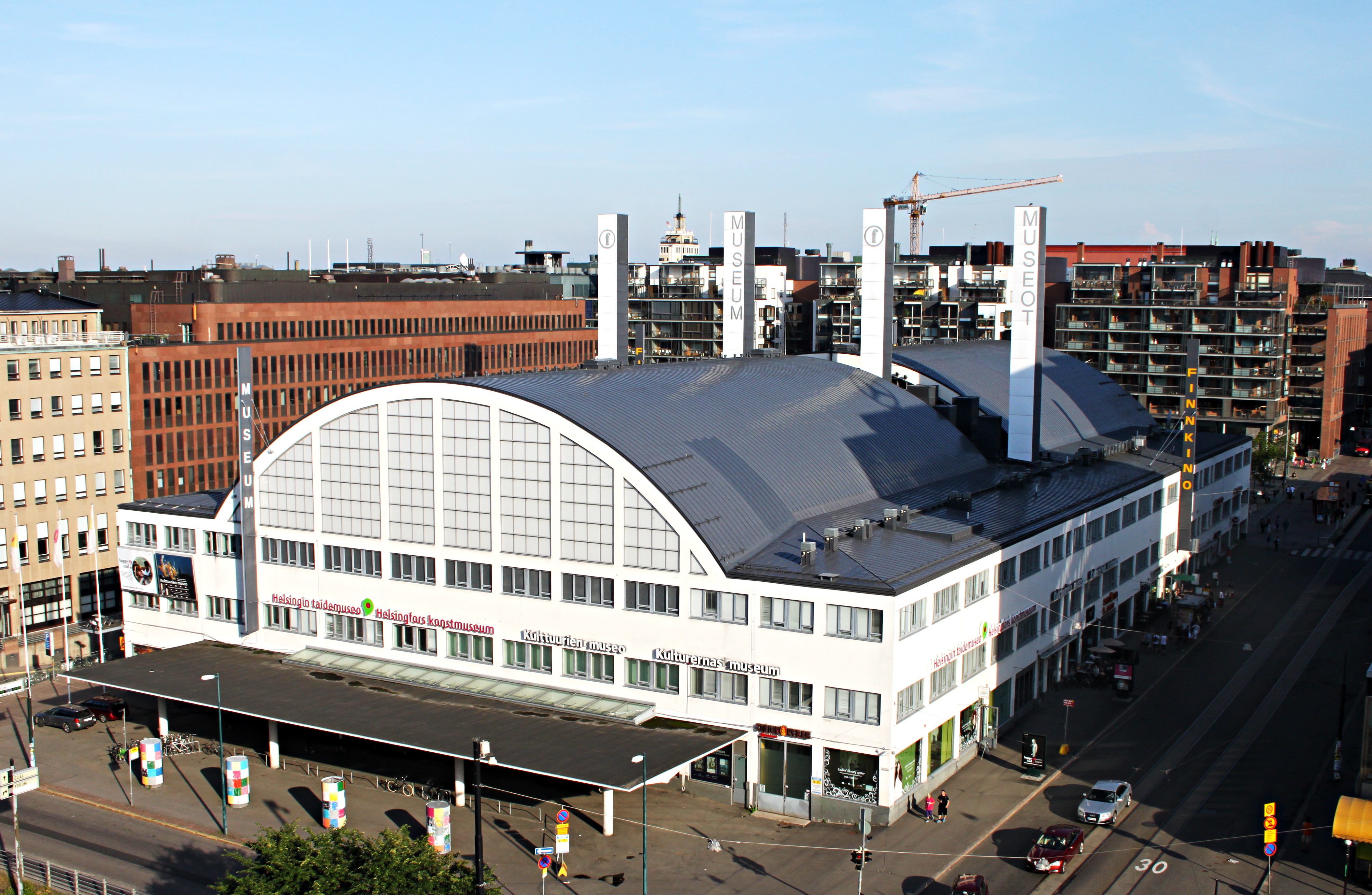
网球宫（芬蘭語：Tennispalatsi）
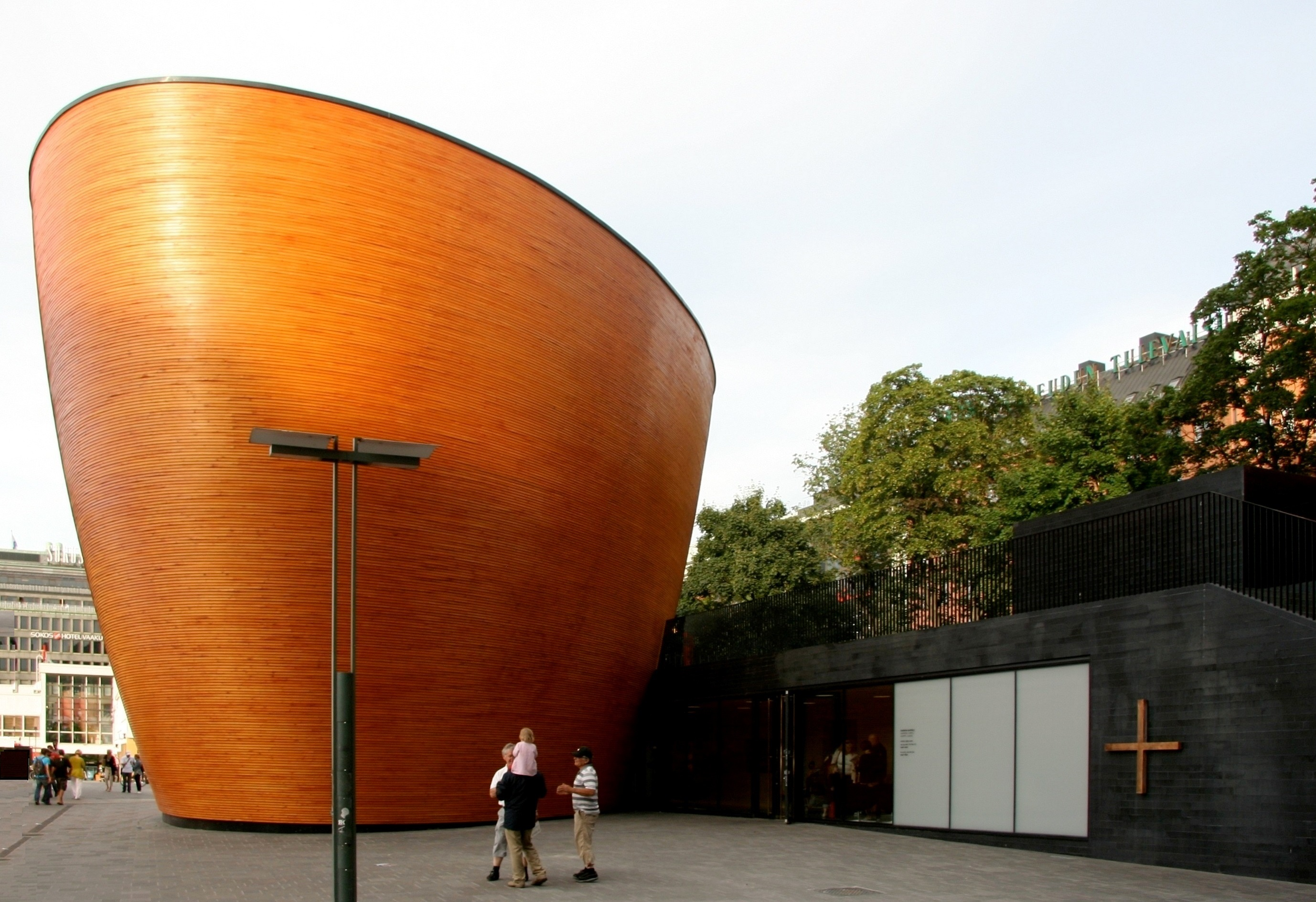
康皮礼拜堂
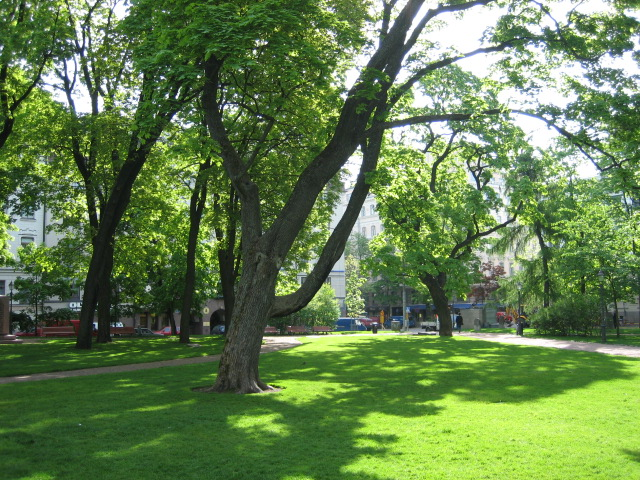
老教堂公园（芬蘭語：Vanha kirkkopuisto）
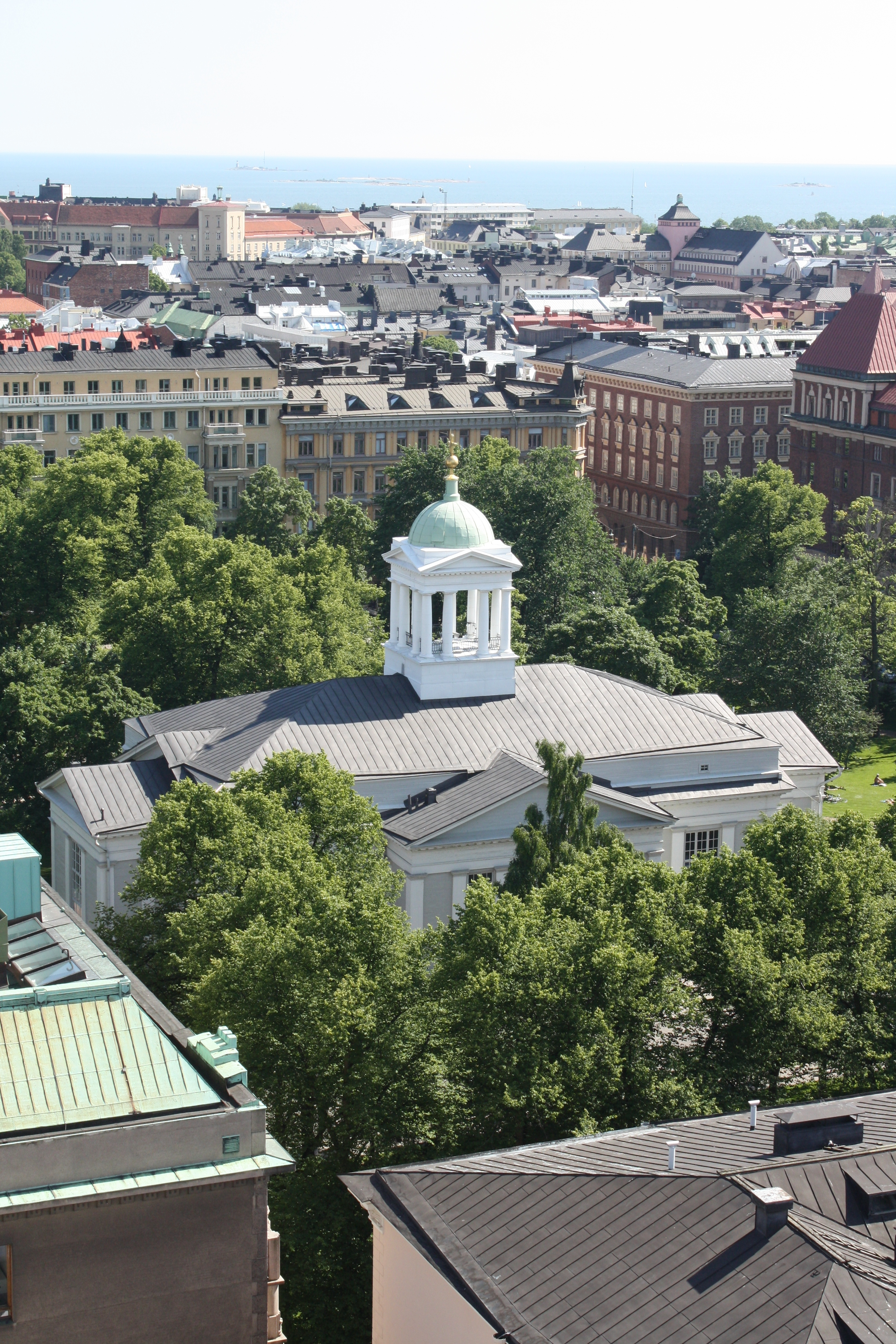
赫爾辛基老教堂
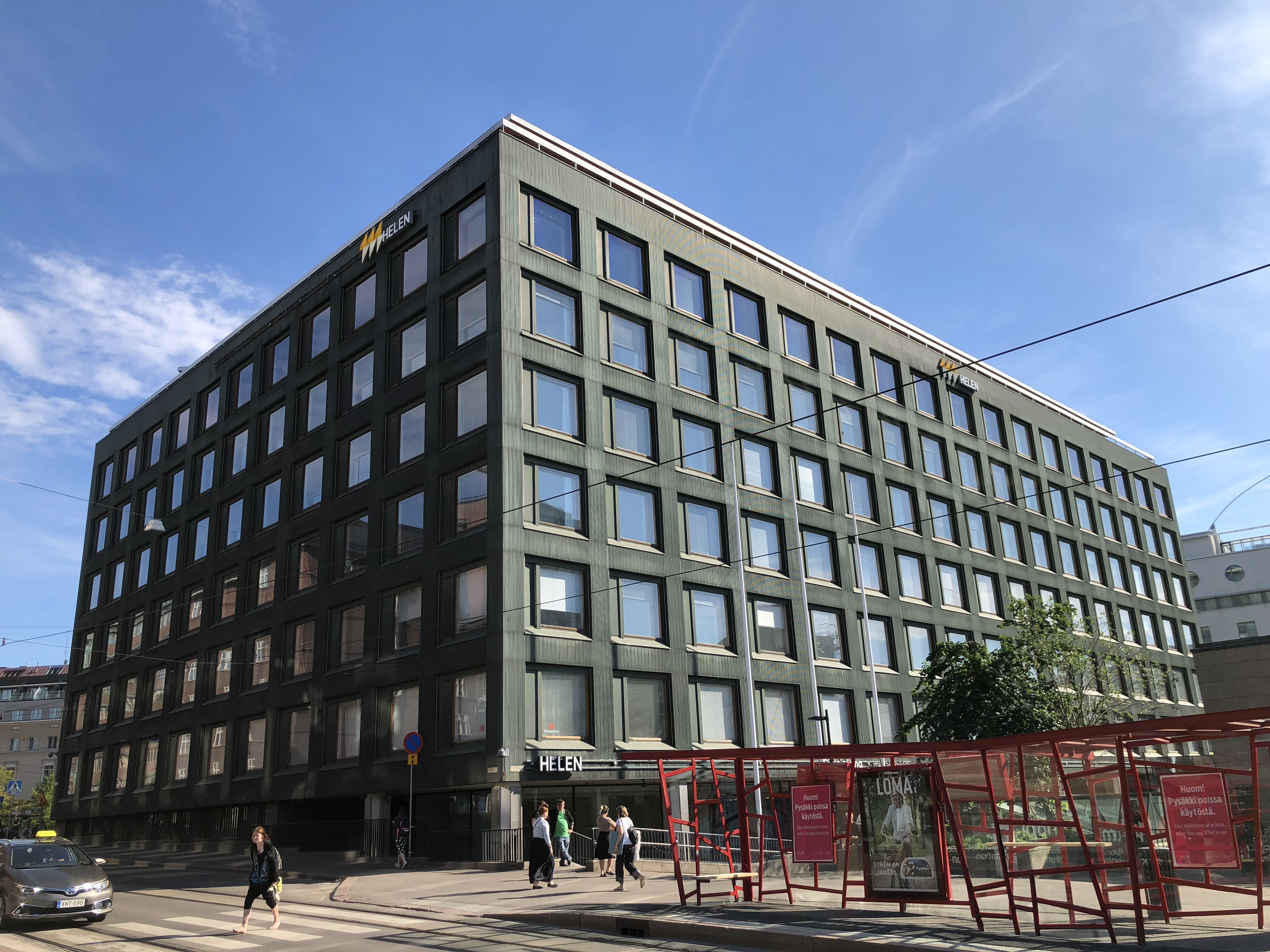
阿尔瓦尔·阿尔托设计的电力大楼（芬蘭語：Sähkötalo）